# Escola de Haia

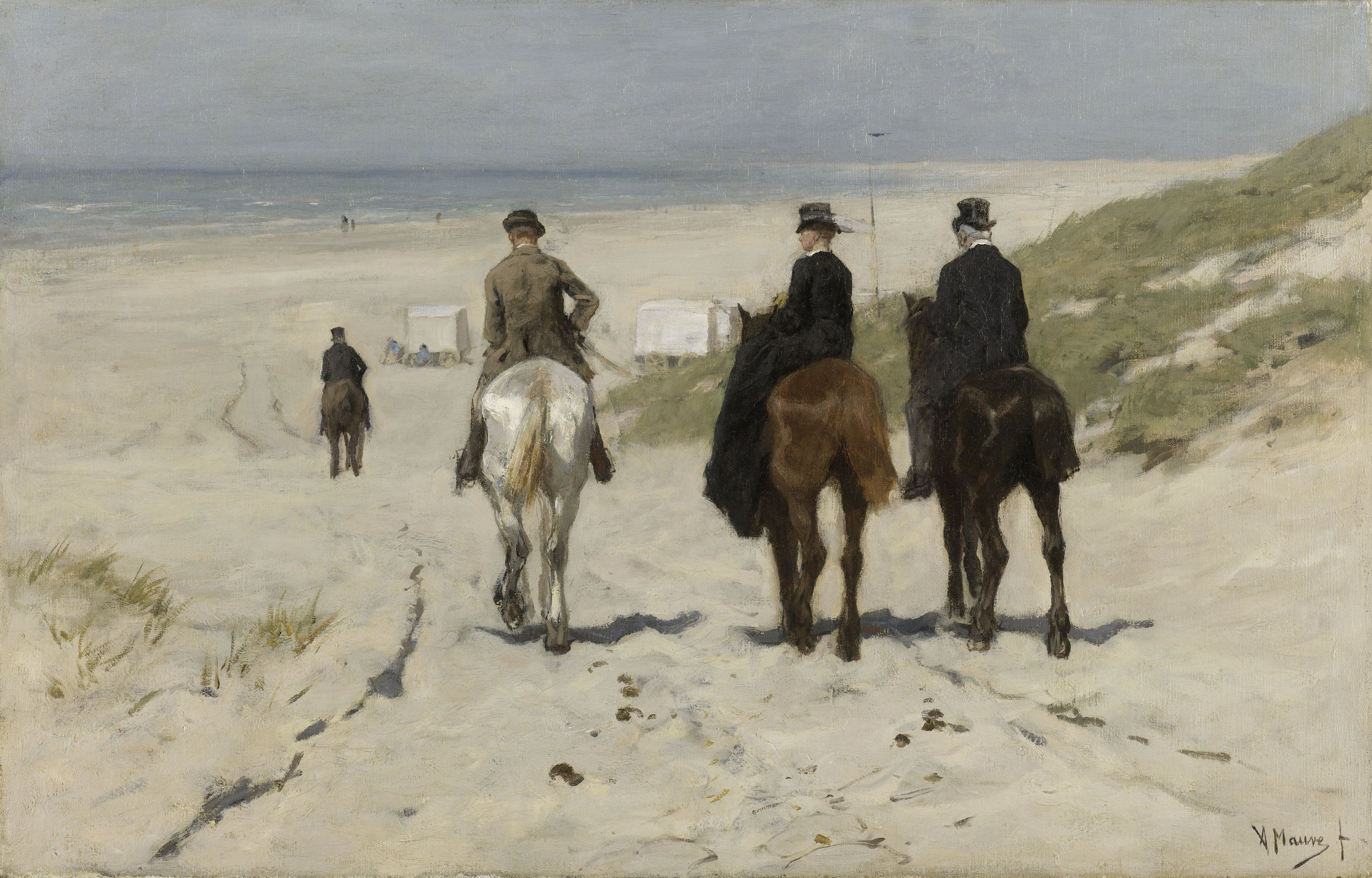
Cavalgada Matinal pela Praia, de Anton Mauve, 1876.

A Escola de Haia foi um grupo de pintores que viveram e trabalharam em Haia, Países Baixos, entre 1860 e 1890. Eles reagiram contra pintores que idealizavam a realidade, por sua vez procurando representar o mundo realisticamente. Eles admiravam os franceses da Escola de Barbizon, que trabalhavam o máximo possível en plein air.
Os pintores da Escola de Haia queriam capturar a iluminação e atmosfera das paisagens. Suas cores inicialmente eram mais sombrias e em sua maioria cinzentas, o que lhe valeu o apelido de "Escola Cinza". Isto mudou  sob a influência do impressionismo francês, com a paleta ficando mais viva.

## História
A Escola de Haia começou a tomar forma por volta de 1860, três décadas depois do romantismo holandês. Alguns artistas do romantismo focavam-se em pintura de paisagem, tornando-se professores da Academia Real de Arte em Haia e influenciando estudantes que posteriormente fizeram parte da Escola de Haia.
Gerard Bilders exibiu várias de suas pinturas com tonalidades cinzas em Bruxelas, Bélgica, apresentando esse estilo para vários de seus amigos que pintavam paisagens perto de Oosterbeek nos Países Baixos. Esse grupo mudou-se para Haia nas décadas de 1860 e 1870, trabalhando juntos e muitas vezes exibindo seus trabalhos na mesma exposição. O termo "Escola de Haia" surgiu em 1875 como um modo de descrever o clima das pinturas, justamente a intenção de seus artistas.
A Escola de Haia lentamente começou a se desfazer na década de 1880 enquanto a cidade começou a crescer e se expandir. Os artistas procuraram outros paisagens para pintar, enquanto outros foram atrás de outros temas, como por exemplo interiores de casas rurais. Os artistas que permaneceram na cidade passaram a se focar na vida urbana, que evoluiu para o Impressionismo de Amsterdã.

## Artistas
| Precursores - Johannes Warnardus Bilders - Barend Cornelis Koekkoek - Andreas Schelfhout - Hendrik van de Sande Bakhuyzen - Bartholomeus van Hove - Hubertus van Hove - Jacob Jan van der Maaten - Charles Rochussen - Pieter Frederik van Os - Anthonie Waldorp | Primeira Geração - Adolph Artz - Gerard Bilders - Johannes Bosboom - Johannes Hubertus Leonardus de Haas - Paul Gabriël - Jozef Israëls - Jacob Maris - Matthijs Maris - Willem Maris - Anton Mauve - Hendrik Willem Mesdag - Taco Mesdag - Sina Mesdag-van Houten - Willem Roelofs - Jan Hendrik Weissenbruch | Segunda Geração - Johannes Evert Hendrik Akkeringa - Floris Arntzenius - Bernard Blommers - George Hendrik Breitner - Théophile de Bock - Bernard de Hoog - Willem de Zwart - Isaac Israëls - Albert Neuhuys - George Poggenbeek - Philip Sadée - Willem Bastiaan Tholen - Julius van de Sande Bakhuyzen - Herman Johannes van der Weele - Gerrit van Houten - Anthon van Rappard - Jan Hillebrand Wijsmuller |